# Незакінчений обеліск
24°04′37″ пн. ш. 32°53′44″ сх. д. / 24.07689° пн. ш. 32.89544° сх. д.
Незакінчений обеліск — найбільший серед відомих стародавніх обелісків. Розташований у північному регіоні давньоєгипетського кам'яного кар'єру в Асуані, Єгипет. Вважається, що виготовлення обеліска було розпочато за наказом жінки-фараона Хатшепсут, цілком можливо, як доповнення до Латеранського обеліска (англ.) (який спочатку знаходився в Карнаці, а пізніше був перевезений до Латеранського палацу в Римі). За своїм розміром він на третину перевершує найбільші обеліски, які колись були зведені в Єгипті. Якби його закінчили, то висота обеліска могла бути 41,8 метра, а маса близько 1200 тонн.
Обеліск почали вирізати прямо із корінної породи граніту. Відповідно до однієї з гіпотез, роботу було припинено через раптово утворену тріщину, що розколола обеліск. Нижня частина обеліска, як і раніше, з'єднана зі скелею. Завдяки тому, що роботу над обеліском було кинуто, вчені отримали рідкісну можливість поглянути на давню техніку обробки каменю. На поверхні обеліска добре збереглися лінії розмітки, зроблені охрою, та маркування інструментів робочих.
У 2005 році в каменоломнях Асуана, неподалік незакінченого обеліска, було виявлено також незакінчену базу обеліска. Крім того, у каменоломні були виявлені наскельні зображення та характерні сліди, які можуть мати відношення до місць виготовлення більшості відомих обелісків. Всі ці каменоломні в Асуані та незавершені об'єкти є частиною музею просто неба і охороняються урядом Єгипту, нарівні з іншими археологічними місцями.